# Bartramia faucium
Bartramia faucium är en bladmossart som beskrevs av C. Müller 1898. Bartramia faucium ingår i släktet äppelmossor, klassen egentliga bladmossor, divisionen bladmossor och riket växter. Inga underarter finns listade i Catalogue of Life.